# Anes Saad
Anes Saad (en arabe : أنس سعد), né le 19 janvier 1996 à Sidi Bel Abbès, est un footballeur algérien qui évolue au poste de défenseur central.

## Biographie
Né à  Sidi Bel Abbès le 19 janvier 1996 Saad a joue au ES Setif avant de rejoindre USM Bel Abbès.
Le 27 septembre 2020 il signe un contrat de 4 ans avec le club algérien CR Belouizdad.